# Fußball-Mittelrheinliga 2012/13
Die Saison 2012/13 der Mittelrheinliga war die 57. Spielzeit der Fußball-Mittelrheinliga und nach der Abschaffung der NRW-Liga die erste als fünfthöchste Spielklasse in Deutschland unter Oberliga-Status. Die Saison begann am 25. August 2012, der letzte Spieltag ist für den 9. Juni 2013 angesetzt. Die Meisterschaft sicherte sich der FC Hennef 05 mit drei Punkten Vorsprung auf den TSC Euskirchen. Einen Aufsteiger in die Regionalliga gab es nicht, da Hilal Bergheim als einziger Regionalliga-Bewerber die sportliche Qualifikation verpasste.
Die Abstiegsränge belegten die Spvg Wesseling-Urfeld, der TSV Hertha Walheim, der FC Hürth und die SG Köln-Worringen.
Aus der Landesliga Mittelrhein stiegen der Bonner SC und der SV Nierfeld jeweils als Staffelsieger auf. Ferner stieg der gemäß „Quotientenregelung“ bessere Staffel-Vizemeister, der SSV Merten auf. Aus der Regionalliga West stieg der SV Bergisch Gladbach 09 ab.
Der Torschützenkönig wurde Martin Notz vom SC Brühl 06/45 mit 23 Toren.
Die Sportfreunde Troisdorf fusionierten zur folgenden Spielzeit mit dem SSV Troisdorf 05 zu den Sportfreunden Troisdorf 05.

## Teilnehmer
Die Mittelrheinliga mit 16 Teams setzt sich folgendermaßen zusammen:
- dem verbleibenden Team aus der NRW-Liga aus dem Gebiet des Fußball-Verbandes Mittelrhein (FVM): Alemannia Aachen II
- den zwölf Teams auf den Tabellenplätzen 1 bis 12 der Mittelrheinliga auf Verbandsliga-Ebene: VfL Alfter, Viktoria Arnoldsweiler, SC Brühl 06/45, TSC Euskirchen, Borussia Freialdenhoven, FC Hennef 05, FC Hürth, Sportfreunde Troisdorf, TSV Hertha Walheim, FC Wegberg-Beeck, Spvg Wesseling-Urfeld, TSV Germania Windeck
- den Meistern der zwei Landesliga-Staffeln: SC Germania Erftstadt-Lechenich, SG Köln-Worringen
- der nach der „Quotientenregelung“ bessere Tabellenzweite der Landesliga-Staffeln: Hilal Bergheim

## Auf- und Abstiegsregelung
- Aufstieg in die Regionalliga West

Für den Aufstieg in die Regionalliga West ist der Meister sportlich qualifiziert. Bei einem Aufstiegsverzicht des Meisters muss ein potentieller Nachrücker mindestens den dritten Tabellenplatz belegen, um die sportlichen Voraussetzungen für einen Aufstieg zu erfüllen.
- Abstieg aus der Mittelrheinliga

Die drei Mannschaften auf den Plätzen 14 bis 16 der Mittelrheinliga steigen am Ende der Saison in die jeweilige Landesliga ab. In Abhängigkeit von der Anzahl der Absteiger aus der Regionalliga West aus dem Fußball-Verband Mittelrhein steigt die Anzahl der Absteiger auf maximal vier Vereine.
- Aufstieg in die Mittelrheinliga

Aus den beiden Landesliga-Staffeln 1 und 2 steigen die Meister auf. Sollte die Anzahl von 16 Mannschaften der Oberliga nicht erreicht werden, sind maximal auch beide Vizemeister aufstiegsberechtigt.

## Tabelle
| Pl. | Verein                                 | Sp. | S  | U  | N  | Tore    | Diff. | Punkte |
| --- | -------------------------------------- | --- | -- | -- | -- | ------- | ----- | ------ |
| 1.  | FC Hennef 05 (N)                       | 30  | 16 | 6  | 8  | 067:460 | +21   | 54     |
| 2.  | TSC Euskirchen (N)                     | 30  | 14 | 9  | 7  | 062:390 | +23   | 51     |
| 3.  | Borussia Freialdenhoven (N)            | 30  | 15 | 5  | 10 | 060:410 | +19   | 50     |
| 4.  | Viktoria Arnoldsweiler (N)             | 30  | 14 | 8  | 8  | 053:410 | +12   | 50     |
| 5.  | SC Brühl 06/45 (N)                     | 30  | 13 | 9  | 8  | 066:520 | +14   | 48     |
| 6.  | TSV Germania Windeck (N)               | 30  | 13 | 9  | 8  | 050:520 | −2    | 48     |
| 7.  | FC Wegberg-Beeck (N)                   | 30  | 14 | 5  | 11 | 067:480 | +19   | 47     |
| 8.  | Hilal Bergheim (N LL)                  | 30  | 12 | 9  | 9  | 051:510 | ±0    | 45     |
| 9.  | Alemannia Aachen II                    | 30  | 12 | 7  | 11 | 048:370 | +11   | 43     |
| 10. | Sportfreunde Troisdorf (N)             | 30  | 11 | 7  | 12 | 050:550 | −5    | 40     |
| 11. | VfL Alfter (N)                         | 30  | 8  | 12 | 10 | 064:610 | +3    | 36     |
| 12. | SC Germania Erftstadt-Lechenich (N LL) | 30  | 10 | 5  | 15 | 038:710 | −33   | 35     |
| 13. | Spvg Wesseling-Urfeld (N)              | 30  | 8  | 7  | 15 | 047:550 | −8    | 31     |
| 14. | TSV Hertha Walheim (N)                 | 30  | 8  | 5  | 17 | 045:610 | −16   | 29     |
| 15. | FC Hürth (N)                           | 30  | 8  | 4  | 18 | 045:730 | −28   | 28     |
| 16. | SG Köln-Worringen (N LL)               | 30  | 7  | 7  | 16 | 033:630 | −30   | 28     |

| (N)    | Aufsteiger aus der Verbandsliga 2011/12 |
| (N LL) | Aufsteiger aus der Landesliga 2011/12   |

## Kreuztabelle
Die Kreuztabelle stellt die Ergebnisse aller Spiele dieser Saison dar. Die Heimmannschaft ist in der linken Spalte, die Gastmannschaft in der oberen Zeile aufgelistet.
| 2012/13                         | Alemannia Aachen II | FC Hennef 05 | FC Wegberg-Beeck | SC Brühl 06/45 | Sportfreunde Troisdorf | TSV Germania Windeck | Spvg Wesseling-Urfeld | Borussia Freialdenhoven | VfL Alfter | TSV Hertha Walheim | FC Hürth | Viktoria Arnoldsweiler | TSC Euskirchen | SG Köln-Worringen | SC Germania Erftstadt-Lechenich | Hilal Bergheim |
| ------------------------------- | ------------------- | ------------ | ---------------- | -------------- | ---------------------- | -------------------- | --------------------- | ----------------------- | ---------- | ------------------ | -------- | ---------------------- | -------------- | ----------------- | ------------------------------- | -------------- |
| Alemannia Aachen II             |                     | 1:3          | 3:2              | 2:1            | 4:0                    | 0:1                  | 1:3                   | 3:2                     | 5:0        | 1:1                | 3:0      | 3:0                    | 0:3            | 1:0               | 1:1                             | 2:3            |
| FC Hennef 05                    | 3:2                 |              | 1:2              | 4:2            | 1:3                    | 1:1                  | 2:0                   | 1:0                     | 4:1        | 2:0                | 1:2      | 2:2                    | 1:1            | 1:0               | 3:1                             | 1:1            |
| FC Wegberg-Beeck                | 4:2                 | 1:2          |                  | 0:1            | 0:3                    | 2:2                  | 3:0                   | 2:2                     | 2:1        | 4:1                | 4:2      | 1:2                    | 2:0            | 1:2               | 8:2                             | 2:0            |
| SC Brühl 06/45                  | 1:1                 | 3:2          | 1:5              |                | 0:1                    | 3:3                  | 4:1                   | 3:2                     | 2:3        | 4:2                | 2:2      | 1:0                    | 5:3            | 7:0               | 2:3                             | 2:1            |
| Sportfreunde Troisdorf          | 0:3                 | 4:1          | 2:2              | 1:1            |                        | 2:3                  | 1:1                   | 0:3                     | 4:3        | 1:3                | 3:2      | 1:1                    | 1:2            | 2:2               | 2:0                             | 2:3            |
| TSV Germania Windeck            | 1:0                 | 1:9          | 1:1              | 2:3            | 3:1                    |                      | 1:5                   | 0:1                     | 2:0        | 2:1                | 5:0      | 0:2                    | 2:2            | 3:0               | 2:1                             | 1:3            |
| Spvg Wesseling-Urfeld           | 1:3                 | 1:3          | 0:3              | 4:2            | 1:3                    | 1:1                  |                       | 0:1                     | 3:3        | 4:1                | 1:2      | 0:0                    | 0:5            | 3:0               | 3:1                             | 0:0            |
| Borussia Freialdenhoven         | 0:0                 | 0:2          | 2:2              | 0:0            | 1:2                    | 3:1                  | 1:0                   |                         | 2:5        | 1:2                | 4:2      | 2:0                    | 1:1            | 4:0               | 5:1                             | 0:1            |
| VfL Alfter                      | 1:1                 | 3:3          | 3:1              | 1:1            | 3:1                    | 1:3                  | 2:2                   | 1:2                     |            | 2:3                | 5:0      | 1:1                    | 1:1            | 3:1               | 3:0                             | 0:3            |
| TSV Hertha Walheim              | 0:2                 | 3:2          | 4:1              | 2:3            | 0:1                    | 0:0                  | 0:2                   | 2:3 1                   | 2:2        |                    | 1:3      | 1:3                    | 0:2            | 5:0               | 0:0                             | 2:4            |
| FC Hürth                        | 1:1                 | 1:4          | 2:1              | 0:5            | 2:1                    | 6:0                  | 0:3                   | 0:2                     | 5:2        | 1:2                |          | 3:4                    | 1:3            | 0:1               | 0:0                             | 2:2            |
| Viktoria Arnoldsweiler          | 1:0                 | 3:1          | 0:1              | 2:2            | 4:3                    | 0:1                  | 2:1                   | 3:2                     | 2:2        | 1:1                | 1:2      |                        | 3:2            | 2:0               | 5:0                             | 3:1            |
| TSC Euskirchen                  | 2:0                 | 0:0          | 3:2              | 2:0            | 1:2                    | 1:3                  | 3:2                   | 4:5                     | 1:1        | 1:0                | 4:2      | 2:2                    |                | 1:1               | 1:2                             | 4:0            |
| SG Köln-Worringen               | 0:2                 | 2:3          | 1:4              | 1:1            | 1:1                    | 1:1                  | 3:2                   | 0:3                     | 2:2        | 5:1                | 2:1      | 3:0                    | 0:3            |                   | 2:3                             | 2:0            |
| SC Germania Erftstadt-Lechenich | 2:1                 | 1:3          | 0:5              | 0:2            | 3:1                    | 1:3                  | 1:1                   | 1:5                     | 1:1        | 2:1                | 2:1      | 2:1                    | 0:3            | 3:1               |                                 | 1:3            |
| Hilal Bergheim                  | 0:0                 | 4:1          | 3:0              | 2:2            | 1:1                    | 1:1                  | 3:2                   | 2:1                     | 1:8        | 2:4                | 4:0      | 0:3                    | 1:1            | 0:0               | 2:3                             |                |

## Torschützenliste
| Pl.                      | Nat.                    | Spieler          | Verein                  | Tore |
| ------------------------ | ----------------------- | ---------------- | ----------------------- | ---- |
| 1                        | Deutschland             | Martin Notz      | SC Brühl 06/45          | 23   |
| 2                        | Deutschland             | Philipp Dunkel   | Borussia Freialdenhoven | 18   |
| 2                        | Turkei                  | Bayram Ilk       | VfL Alfter              | 18   |
| 4                        | Turkei                  | Sahin Dagistan   | FC Wegberg-Beeck        | 17   |
| 5                        | Italien                 | Vincenzo Bosa    | Sportfreunde Troisdorf  | 15   |
| 5                        | Bosnien und Herzegowina | Hajrudin Catic   | Hilal Bergheim          | 15   |
| 5                        | Belgien                 | Heinz Putzier    | TSV Hertha Walheim      | 15   |
| 8                        | Turkei                  | Mehmet Dogan     | VfL Alfter              | 12   |
| 8                        | Polen                   | Robert Zimnol    | TSC Euskirchen          | 12   |
| 10                       | Philippinen             | Dominik Bischoff | FC Wegberg-Beeck        | 11   |
| 10                       | Deutschland             | Vincent Geimer   | Viktoria Arnoldsweiler  | 11   |
| 10                       | Turkei                  | Recep Kartal     | VfL Alfter              | 11   |
| Quelle: transfermarkt.de |                         |                  |                         |      |

## Stadien
| Name                             | Stadt                     | Verein                          | Kapazität |
| -------------------------------- | ------------------------- | ------------------------------- | --------- |
| Aggerstadion                     | Troisdorf                 | Sportfreunde Troisdorf          | 12.500    |
| Erftstadion                      | Euskirchen                | TSC Euskirchen                  | 05.550    |
| Waldstadion                      | Wegberg-Beeck             | FC Wegberg-Beeck                | 05.000    |
| Stadion im Sportzentrum Hennef   | Hennef                    | FC Hennef 05                    | 05.000    |
| Stadion Hürth                    | Hürth                     | FC Hürth                        | 05.000    |
| Ulrike-Meyfarth-Stadion          | Wesseling-Urfeld          | Spvg Wesseling-Urfeld           | 05.000    |
| Schlossparkstadion               | Brühl                     | SC Brühl 06/45                  | 04.000    |
| Stadion an der Ederener Straße   | Aldenhoven-Freialdenhoven | Borussia Freialdenhoven         | 03.500    |
| Lukas-Podolski-Sportpark         | Bergheim                  | Hilal Bergheim                  | 02.500    |
| Weco-Arena im Sportpark Germania | Windeck                   | TSV Germania Windeck            | 02.500    |
| Sportplatz Rheinstadion          | Köln-Worringen            | SG Köln-Worringen               | 02.000    |
| Sportplatz Lechenich             | Erftstadt-Lechenich       | SC Germania Erftstadt-Lechenich | 02.000    |
| Grenzlandstadion                 | Aachen-Walheim            | Hertha Walheim                  | 02.000    |
| Waldstadion                      | Alfter                    | VfL Alfter                      | 01.500    |
| Sportplatz Arnoldsweiler         | Düren-Arnoldsweiler       | Viktoria Arnoldsweiler          | 01.500    |
| Kunstrasenplatz „Alkmaar“        | Aachen                    | Alemannia Aachen II             | 00.500    |